# Джудейда-Макр
Джудейда-Макр (ивр. ג'דיידה-מכר‎, араб. جديدة-مكر‎) — арабский местный совет в Северном округе Израиля. Его площадь составляет 8974 дунамов. Расположен к северу от Акко. Жители — арабы; в основном мусульмане, с христианским меньшинством (8.7 %). Джудейда основана в XVI веке сирийскими арабами, а Макр — ливанскими арабами на месте, где существовало поселение с римского периода. Деревни были объединены в 1990 году.

## Население
По данным Центрального статистического бюро Израиля, население на начало 2020 года составляло 21 163 человека.
Ежегодный прирост населения — 2,2 %.